# RMS Queen Mary 2
RMS Queen Mary 2 (također QM2) je britanski prekooceanski brod izgrađen 2003. godine za Cunard Line, nazvan po starijem brodu iste kompanije RMS Queen Mary. Po izgradnji u francuskom brodogradilištu Chantiers de l'Atlantique, Queen Mary 2 je bio najduži, najširi, najviši i sa 148 528 tona najveći putnički brod ikada izgrađen. Primat u veličini, sa svojih 154 407 tona, preoteo mu je cruiser Freedom of the Seas u travnju 2006., dok je dimenzije broda nadmašio aktualni najveći putnički brod, cruiser Oasis of the Seas, izgrađen 2009. Queen Mary 2 prvi je veliki prekooceanski brod izgrađen nakon 1967., i trenutno jedini brod takve vrste u službi.

## Povijest izgradnje
Queen Mary 2 glavni je brod kompanije Cunard Line za redovne transatlantske prelaske. Konstruiran je kao zamjena za Queen Elizabeth 2, glavni brod Cunard Linea od 1969. do 2004. godine, te mu je dodijeljen status Kraljevskog poštanskog broda Royal Mail Ship (RMS) što je bila gesta u čast tradiciji. 
Za razliku od svojih slavnih prethodnika, QM2 nije parobrod, već je pokretan plinskim turbinama i diesel generatorima koji opskrbljuju električnom energijom pogonske elektro-gondole. Iako je konstruiran za transatlantske rute, koristi se i na krstarenjima, ali brzina od 30 čvorova izdvaja ga u odnosu na cruisere, kojima brzina uglavnom ne prelazi 22 čvora. QM2 zamisao je Mickija Arisona, glavnog menadžera kompanije Carnival Corporation & plc, koja je Cunard Line preuzela 1998. Projekt je u početku predvidio brod od 84 000 tona, ali planovi konkurentskog Royal Caribbean Internationala o izgradnji serije brodova od 100 000, i 137 200 tona dramatično povećavaju dimenzije i tonažu QM2 na definitivnih 148 528 tona. Krajem 1998. Cunard Line javno objavljuje Project Queen Mary, ali ugovor s brodogradilištem Chantiers de l'Atlantique, (podružnica Alstoma)  u Saint Nazaireu, u Francuskoj, specijaliziranim za izgradnju posebno velikih jedinica, nije potpisan do 2000. godine. 
U istom brodogradilištu koje je nekada gradilo transatlantike francuske kompanije Compagnie Générale Transatlantique., velikog rivala Cunard Linea, oko 3000 radnika utrošilo je oko 8 milijuna radnih sati, i ukupno je 20 000 ljudi bilo involvirano na direktni i indirektni način u izgradnju. 300 000 komada čelika ugrađeno je u 94 velike sekcije, međusobno zavarene u suhom doku. Porinut je, 21. ožujka 2003., a pokusne vožnje obavljene su 25. – 29. rujna i 7. – 11. studenog 2003. Pri kraju izgradnje dogodila se nesreća kad je most za ukrcaj ljudi na brod popustio pod teretom posjetitelja koji su ga došli razgledati, uglavnom zaposlenika brodogradilišta i njihovih obitelji. 16 ljudi je poginulo a 32 osobe bile su ozljeđene. Radi viših standarda koje zahtijevaju prekooceanski brodovi, ugrađeno je 40% više čelika u odnosu na potrebe cruisera iste veličine. Konačna cijena izgradnje bila je 460 milijuna funti (700 milijuna eura, 900 milijuna američkih dolara), skoro dvostruko u odnosu na cruiser istih dimenzija. Predan je 26. prosinca 2003.

## Dizajn

### Eksterijeri
Glavni projektant Stephen Payne, inspirirao se s više poznatih transatlantika: većim djelom s Queen Elizabeth 2, prednji dio nadgrađa i pramac aluzija su na Queen Mary, Normandie i France. Stražnji dimnjaci i pozicija zatvorene šetne palube, dugačke 620m, aluzija su na čuveni nizozemski transatlantik Rotterdam. Prema Međunarodnoj konvenciji o sigurnosti života na moru (SOLAS), čamci za spašavanje moraju biti na visini od 15m iznad vode, ali radi visokog nadvođa i mogućnosti da valovito oceansko more ošteti čamce, službenici SOLAS-a dozvolili su iznimku na QM2, te su čamci na visini 25m. Brojne kritike izazvao je oblik krme koji je kompromis između oblika krme na QE2 i potrebe za ravnom krmom kakvu zahtijevaju pogonske elektro-gondole. Iako je Stephen Payne izjavio da u projektu namjerava upotrijebiti sve elemente koji QM2 čine pravim prekooceanskim brodom, takva konstrukcija ima i potrebnu funkcionalnost: mogućnost montiranja elektro-gondola i dobre maritimne sposobnosti kod velikih brzina. U skladu s dizajnom suvremenih putničkih i teretnih brodova, QM2 ima bulb profil pramac radi veće stabilnosti pri plovidbi i smanjenja potrošnje goriva. Dimnjak je u odnosu na originalni projekt morao biti skraćen radi omogućavanja prolaska ispod mosta Verrazano-Narrows u New Yorku. QM2 raspolaže s 14 164 m² otvorenog palubnog prostora s vjetrobranima koji štite putnike od snažnih strujanja zraka pri velikim brzinama, i pet bazena, od kojih četiri na otvorenom. 

### Interijeri
U sukobu s tradicijom rasporeda prostora na putničkim brodovima, javni prostori na nižim su palubama u odnosu na palube s kabinama. To je omogućilo ugradnju većih prostora u čvršćem dijelu broda i veći broj privatnih balkona na kabinama. Sadrži ukupno 13 paluba. Paluba 2, najniža rezervirana za putnike sadrži Illuminations teatar, kinematograf i planetarij, Royal Court Theatre, Grand Lobby, Empire Casino, Golden Lion Pub, i niži nivo restorana Britannia. Paluba 3 sadrži gornje nivoe Illuminations teatra, Royal Court teatra i restorana Britannia, i između ostaloga mali trgovački centar. Paluba 7, također rezervirana za javne prostore između ostaloga sadrži zimski vrt i restorane za platežno sposobnije putnike. Na palubi 8 nalaze se knjižara i biblioteka - najveća na moru. Iako su javni prostori dostupni svim putnicima, smatra se da podjela klijentele na restorane prema cijeni kabine čini QM2 brod podijeljenim na 3 klase. Više od 5000 posebno naručenih umjetničkih djela krasi interijere: salone, hodnike, i apartmane, među kojima se ističu tapiserija Barbare Broekman u restoranu Britannia, apstraktni prikaz prekooceanskog broda i brončani mural Johna McKenne u Grand Lobbyju.

## Aktivna služba
12. siječnja 2004. isplovljava na svoje prvo putovanje iz Southamptona za Fort Lauderdale na Floridi u  SAD-u, s 2620 putnika pod zapovjedništvom kapetana Ronalda Warwicka,
dugogodišnjeg kapetana Queen Elizabeth 2. Program putovanja uključuje transatlantske prelaske, krstarenja na Karibima, Sjevernoj Americi, sjevernoj Europi i Skandinaviji,  Sredozemlju i sjevernoj Africi i putovanja oko svijeta. Za vrijeme Olimpijskih igara u Ateni, bio je privezan u Pireju kao hotel, te je tom prigodom ugostio britanskog premijera Blaira, francuskog predsjednika Chiraca, bivšeg američkog predsjednika Busha i košarkašku reprezentaciju SAD-a. U siječnju 2006. krenuo je na put oko Južne Amerike. 
Pri isplovljavanju iz Fort Lauderdalea oštećena je jedna od pogonskih elektro-gondola, što prisiljava brod na smanjenu brzinu. Radi toga Kapetan Warwick odlučuje preskočiti nekoliko južnoameričkih luka gdje je bilo predviđeno pristajanje. Mnogi putnici prijetili su radi toga prosvjedima, dok Cunard Line nije ponudio vratiti novac uplaćen za putovanje. U lipnju, po povratku u Europu oštećeni propeler je uklonjen, a tek u studenome za vrijeme dokovanja u Hamburgu vraćen je popravljen na svoje mjesto. Istom prilikom produžena su krila za 2 metra radi bolje vidljivosti. Cunard Line je kao atrakciju organizirao niz susreta QM2 s bivšim i aktivnim brodovima iste kompanije. 23. veljače 2006. susreo se u Long Beachu u Kaliforniji, SAD, sa svojim slavnim prethodnikom, transatlantikom Queen Mary, koji je od 1967. plutajući hotel u tome gradu, te su izmijenili pozdrave sirenama. 10. siječnja 2007. započeo je svoje prvo, 81 dnevno putovanje oko svijeta. 20 veljače, susreo se u Sydneyu prvi puta s Queen Elizabeth 2, koji je također bio na svjetskoj turneji. Događaj je privukao ogromno zanimanje i izazvao blokadu prometa na mostovima u luci. 13. siječnja 2008., u New Yorku uz vatromet, susreo se s Queen Elizabeth 2 i s Queen Victoria. To je trebao biti prvi i posljednji susret ta tri broda, ali to se ponovilo još jednom u Southamptonu 22. travnja iste godine. Nakon povlačenja transatlantika Queen Elizabeth 2 iz aktivne službe 27. studenog 2008. Queen Mary 2 ostaje jedini prekooceanski putnički brod u službi.

## Tehničke karakteristike
Pogon se temelji na generatorima električne energije koji pokreću elektro motore u pogonskim gondolama. Generator se sastoji od četiri 16-cilindrična Wärtsilä 16V46CR EnviroEngine diesel motora koji generiraju ukupno 67 200 kW (90 100 ks) pri 514 okretaja u minuti, kao i dvije General Electric LM2500+ plinske turbine s dodatnih 50 000 kW (67 000 ks). Takav aranžman - što se već neko vrijeme koristi za ratne brodove - poznat kao CODAG
(Combined Diesel And Gas turbine), omogućuje isplativo krstarenje pri nižim brzinama ali i velike brzine kada je to potrebno. Potisak omogućavaju četiri Rolls-Royce/Alstom Mermaid pogonske gondole s nisko-vibracijskim Kamewa propelerom montiranim na prednjem kraju. Vanjske su fiksne, a unutarnje rotiraju 360°, što čini nepotrebnim kormilo.

## Galerija slika
- pogled na pramac
- lijeva perspektiva, slikano u Hamburgu
- desna perspektiva, Southampton 2013.
- pogled iz zraka